# 115058 Тассантал
115058 Тассантал (115058 Tassantal) — астероїд головного поясу, відкритий 4 вересня 2003 року.
Тіссеранів параметр щодо Юпітера — 3,541.